# Warren Jay Terhune
 Warren Jay Terhune (* 3. Mai 1869 in Midland Park, New Jersey; † 3. November 1920 in Utulei, Amerikanisch-Samoa) war ein US-amerikanischer Marineoffizier. In den Jahren 1919 und 1920 war er Militärgouverneur von Amerikanisch-Samoa.

## Werdegang
Warren Terhune besuchte zwischen 1885 und 1889 die United States Naval Academy in Annapolis (Maryland). In den folgenden Jahren diente er als Offizier auf verschiedenen Schiffen und Marinestützpunkten in der United States Navy. Er nahm am Spanisch-Amerikanischen Krieg von 1898 teil. Im Jahr 1911 wurde er zum Commander befördert. Während eines Aufstands in Nicaragua war Terhune direkt in die Kämpfe verwickelt und musste sich zusammen mit einer kleinen Truppe seinen Weg aus der eingeschlossenen Stadt Managua zu seinem Schiff freikämpfen. Bis 1917 kommandierte Terhune den siebten Marinebezirk in Florida. Danach leitete er ein Ausbildungslager der Marine in Minneapolis.
Am 10. Juni 1919 wurde Terhune als Nachfolger von John Martin Poyer neuer Gouverneur von Amerikanisch-Samoa. Seine nun folgende Amtszeit war von Anfang an von Schwierigkeiten und Problemen gekennzeichnet, die er zumindest teilweise selbst verschuldete. Er entzog den Einheimischen wichtige Mitspracherechte und entfernte einige samoanische Regierungsmitglieder aus ihren Ämtern. Außerdem verbot er Hochzeiten zwischen Mitgliedern der US-Marine und Eingeborenen. All das förderte den Widerstand gegen ihn und auch gegen die US-amerikanische Präsenz. Einige von Terhunes Mitarbeitern stellten sich offen auf die Seite seiner Gegner und erhoben gegen seine Politik Klage beim Marineminister in Washington, D.C. Dort wurde eine Untersuchung der Vorgänge in Samoa angeordnet. Noch vor dem Eintreffen dieser Kommission erschoss sich Warren Terhune am 3. November 1920. Sein Amt fiel an Waldo A. Evans.